# 上環文化廣場

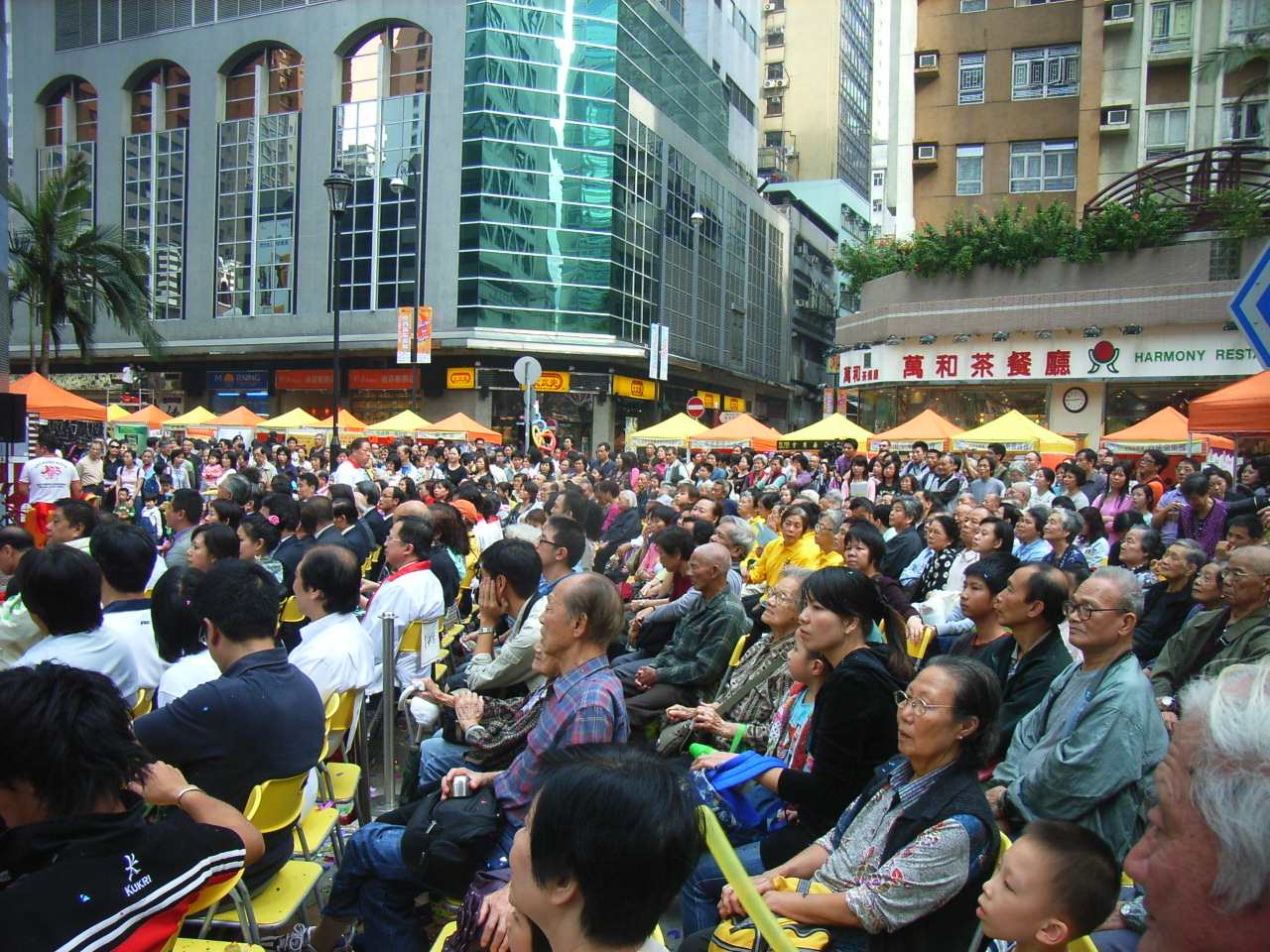
「上環文化廣場」舉行「上環假日行人坊」時之情況

上環文化廣場（Sheung Wan Cultural Square）是位於香港港島中西區的露天廣場，即上環摩利臣街及文咸東街交界處一帶的空地，位處上環市政大廈與西區電話機樓之間。
該廣場鋪上地磚，設計成羅盤模樣，指向區內不同街道，同時亦設有花槽、長椅等設施。廣場在假日經常用作舉辦不同類型之活動，例如「上環假日行人坊」等。

## 歷史
「上環文化廣場」所處的地段，即永樂街、文咸東街、摩利臣街相交之處早年被稱為「十王殿」。目前皇后大道中以北，即文咸東街附近原為海域，1851年海旁發生火災，當時港督文咸遂將瓦礫用作填海，是為文咸填海計劃；填海建屋後，居民認為應建醮超渡火災亡魂，於是每年在現時上環文化廣場所在地在搭建醮棚，設置十殿閻羅王，而上環文化廣場一帶亦因此被時人稱為「十王殿」。「十王殿」之名現今已不存。
「十王殿」一帶在戰前曾設多個水果檔，後來政府於1939年擴建南便上環街市（即今上環市政大廈之所在），安置散佈「十王殿」的果販，「十王殿」（永樂街、文咸東街及摩利臣街構成之安全島）則興建公廁及公共浴室。1989年由南便上環街市重建而成的上環市政大廈落成，原十王殿公廁遂遭廢棄，並一度闢為休憩花園。
市區重建局在2003年6月20日宣佈展開「上環更新計劃：上環坊項目」，以「改造西港城及摩利臣街鄰近一帶，成為上環的社區和休閒活動的匯聚點」，其中一項工程便是將永樂街休憩花園「擴闊和美化，成為多用途的社區活動廣場 ─『上環坊』」。工程期間，當局將文咸東街與摩利臣街之間，即西區電話機樓外的一段永樂街封閉，並將該段文咸東街改建為雙程路取代。
「上環更新計劃」下，在「十王殿」原址興建的廣場被命名為「上環坊」（Sheung Wan Fong）；不過，中西區區議會並沒有承認此原有稱呼，反而在2009年6月18日決議將之更名為「上環文化廣場」希望「增添區內文化氣息」。

## 未來發展
中西區民政事務處在2011年提出「上環文化廣場改善工程」，作為「地區小型工程計劃」的一部份，並委託顧問公司設計。顧問公司在2012年12月提交兩個設計，兩者皆建議在廣場增設地標性雕塑、旗杆、花壇及舞台，分別在於舞台上是否設有天幕。
此計劃在2013年1月的地區設施管理委員會會議內遭討論，當中佔委員會大多數議席的建制派一致支持撥款進行此工程，而民主黨的四個代表則反對此計劃，認為此計劃不但浪費公帑，更有硬銷愛國情懷，「擦阿爺鞋」之虞。